# アデレード・オブ・サクス＝マイニンゲン
アデレード・ルイーズ・テレサ・キャロライン・アメリア・オブ・サクス＝マイニンゲン（Adelaide of Saxe-Meiningen, Adelaide Louise Theresa Caroline Amelia, 1792年8月13日 - 1849年12月2日）は、イギリス国王ウィリアム4世の王妃。ザクセン＝マイニンゲン公ゲオルク1世の長女としてマイニンゲンで生まれた。ドイツ名はアーデルハイト・ルイーゼ・テレーザ・カロリーネ・アメリア・フォン・ザクセン＝マイニンゲン（Adelheid Louise Theresa Caroline Amelia von Sachsen-Meiningen）。

## 生涯
1817年、摂政王太子ジョージ（ジョージ4世）の長女シャーロット（後に初代ベルギー国王となるレオポルド公子と結婚していた）が早世すると、国王ジョージ3世の次に王位継承者となる者が子孫を持たないという事態に陥った。摂政にも、次男ヨーク公フレデリックにも子がなく、三男であるクラレンス公（後のウィリアム4世）は20年近く愛人ドロシー・ジョーダンと家庭生活を営んでいたのを断ち、初めて結婚相手を探した。条件はプロテスタントの王侯の娘で、王室で引き取ることとなった10人の庶子たち（全てドロシーとの子）の良い養母となれる、家庭的な女性であった。
1818年、53歳の王子は26歳のアーデルハイト公女と結婚し、生活費の安いハノーファー王国で暮らし始めた。1819年、1820年と続けて女児を産むが育たず、夫妻はハノーファーを引き上げてロンドンへ転居した。それ以後は子供が生まれず、傷心の妃はかねてより仲の良かった夫の庶子たちをより一層可愛がるようになる。特に年少の四女オーガスタと五女アミーリアには自ら家庭教師を手配し教育に気を配っていた。
1830年、夫ウィリアムが即位し、王妃となった。
1837年にウィリアム4世が死去し、義理の姪（ジョージ3世の四男ケント公エドワードの一人娘）ヴィクトリアが即位した後は王太后（Queen Dowager）の称号で呼ばれた。